# Болгария на зимних Паралимпийских играх 2018
Болгария на зимних Паралимпийских играх 2018 года в Пхёнчхане была представлена одним спортсменом (Светослав Гергиев)и одним спортсменом-гидом (Иван Бирников) в лыжных гонках.

## Результаты

### Лыжные гонки

#### Спринт
| Класс               | Соревнование                | Спортсмены                                | Класс | Квалификация | Квалификация | Полуфинал            | Полуфинал            | Полуфинал            | Финал                | Финал                | Итоговое место |
| Класс               | Соревнование                | Спортсмены                                | Класс | Результат    | Место        | Заезд                | Результат            | Место                | Результат            | Место                | Итоговое место |
| ------------------- | --------------------------- | ----------------------------------------- | ----- | ------------ | ------------ | -------------------- | -------------------- | -------------------- | -------------------- | -------------------- | -------------- |
| С нарушением зрения | 1,5 км, классический спринт | Светослав Гергиев ведущий — Иван Бирников | В2    | 4:29.74      | 18           | Завершил выступление | Завершил выступление | Завершил выступление | Завершил выступление | Завершил выступление | 18             |

##### С нарушением зрения
| Соревнование       | Спортсмены                                | Класс | Время   | Отставание | Место |
| ------------------ | ----------------------------------------- | ----- | ------- | ---------- | ----- |
| 10 км классический | Светослав Гергиев ведущий — Иван Бирников | В2    | 31:42.6 | +8:24.8    | 16    |